# اورتیل
اورتیل (به لاتین: Urtil) یک منطقهٔ مسکونی در روسیه است که در داغستان واقع شده‌است.